# Akasztás

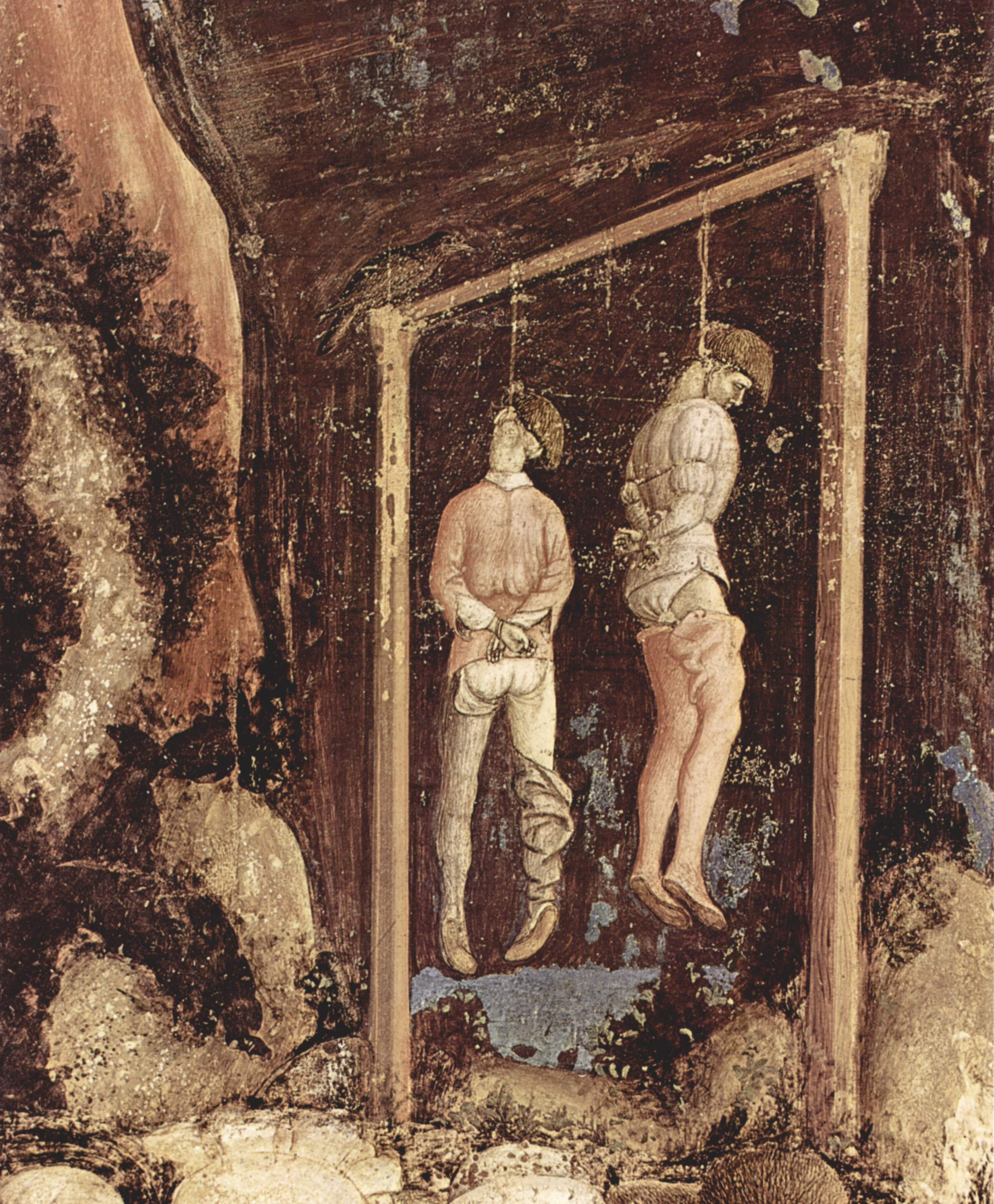
Pisanello: Szent Anasztázia freskó részlete (Verona)

Az akasztás az ember felakasztása a nyakánál fogva, kötéllel. Mivel a nyak létfontosságú szervei nem bírják el a test súlyát, ez egy élettel összeegyeztethetetlen állapot, és általában percek alatt halálhoz vezet. Az egyik legismertebb kivégzési és öngyilkossági módszer.

## Élettani hatások
Élettanilag az akasztás a következőképpen vezethet halálhoz:
- a légcső elzáródása. Ez néhány perc alatt öntudatlanságot eredményez és 10-20 perc alatt vezet szívhalálhoz. Mivel itt fulladásról van szó, ez a módszer rendkívül kínzó halálnemnek számít. Az elítéltekre jellemző, hogy ilyenkor maguk alá ürítenek. A nyelvet általában kidugják a szájukon és az arc vörösessé, szederjessé változik.
- a nyakcsigolya törése, széthúzódása. Ez azonnali öntudatvesztést és légzésbénulást okoz, ám a szívet nem állítja le. A szív megállásáig 10-20 perc kell, a halál közvetlen oka itt is fulladás, erre azonban már öntudatlan állapotban kerül sor. A nyakcsigolya töréséhez közönséges felfüggesztés önmagában nem elég, hanem kb. 3 méteres zuhanás szükséges.
- a nyaki verőerek elzáródása. Itt az agy vérellátása meggyengül vagy megszűnik, ami másodpercek alatt öntudatlanságot eredményez. A halál beálltához általában itt is 10-20 percet kell várni. Rövid eséses vagy felfüggesztéses akasztásoknál ez az eredetileg elérni kívánt állapot, mivel „tiszta” és gyors öntudatlanságot okoz.
- Szintén másodpercek alatt öntudatlanság érhető el a vagus (bolygóideg)-reflex fellépése esetén, amennyiben a megfelelő nyaki ütőerek elzáródása olyan, hogy az agyban a vérnyomást megnövelje. Ez egy gerincvelői reflex, ami az agyi vérnyomás megnövekedésének hatására a szívverés lassításával válaszol. Ennek hatására a felakasztott szervezet a saját szívverését állítja le.
- Ugyanez a túlnyomás az agyi erek megpattanásához, azaz agyvérzéshez is vezethet, ami szintén másodpercek alatt öntudatlanságot eredményez.
- Hosszú eséses akasztásnál előfordulhat még, hogy nem csak a nyakcsigolya törik el, hanem a fej is leszakad. Ez azonnali halállal jár.

Feljegyeztek olyan esetet is, hogy a kötélről levágott áldozatot 15 perc lógás után sikerült újraéleszteni.

## Módszerek
Az akasztás végrehajtására több technika is van, ezek leginkább a felfüggesztést megelőző zuhanás hosszában különböznek:

### Felfüggesztéses akasztás

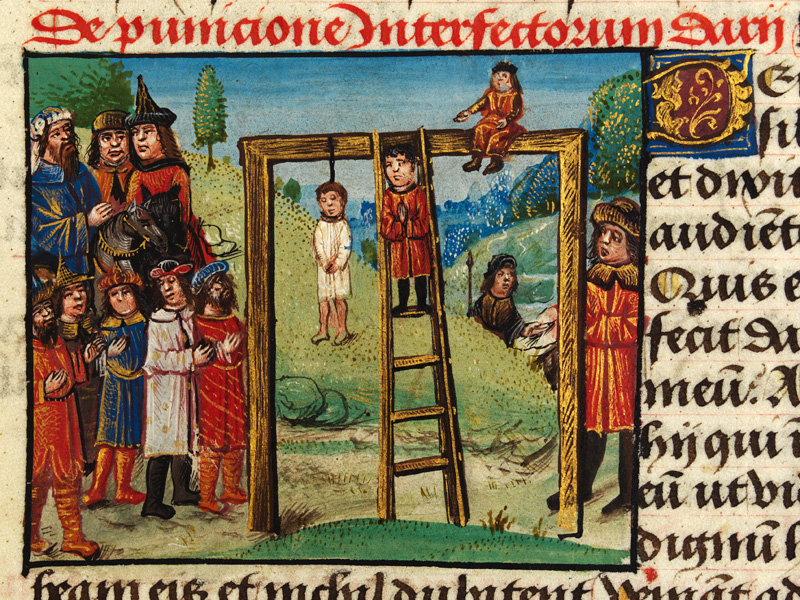
Illusztráció az akasztásról egy kódexben, 15. századi miniatúra

Ez a legrégebb óta alkalmazott módszer. Kivitelezhető az elítélt sámlira állításával, majd alóla a sámli kirúgásával. Ritkábban alkalmazott változat, ha a hurok megfeszüléséhez nem az elítélt zuhan, hanem a kötélnél fogva a magasba emelik.
A felfüggesztéses akasztásoknál gyors eszméletvesztéshez és halálhoz vagy a nyaki ütőér elzáródása, vagy a hirtelen vérnyomásváltozásból adódó reflexszerű szívmegállás vezethet. Általában azonban az eszméletvesztést akár több percig tartó fuldoklás előzi meg, amit az egyre szorosabb hurok okozta fájdalom is súlyosbít.
A felfüggesztésen alapuló akasztást még mindig több országban használják: az afganisztáni tálibok mellett mind a mai napig Iránban is gyakran alkalmazzák, ahol a nyilvános kivégzést egy darus gépjármű segítségével hajtják végre.
Az önakasztásokat is általában ehhez a módszerhez sorolhatjuk.

### Oszlopakasztófa
A módszer eredményessége sokkal jobb a felfüggesztésnél, a hosszú végszenvedéssel járó halál elkerülésére. Magyarországon a 19. század közepétől egészen a halálbüntetés 1990-ben történt megszüntetéséig ez volt a hivatalos kivégzési mód.
Az akasztófa egy 2-2,5 méteres faoszlopból, egy lépcsős fellépőből (zsámoly) és egy létrából állt. Az oszlop tetejébe masszív nikkelezett kampót csavartak, az aljára pedig egy csigát. A bokánál és csuklónál megkötözött elítélt ezen a zsámolyon várta, amíg a hóhér a kampóról lelógó kötélhurkot a nyakába akasztotta. A kötélhurok elhelyezését követően a hóhér jelzésére a zsámolyt az elítélt alól kihúzták, majd a lábakhoz kötött és az oszlop alján lévő csigán átvezetett kötelet a segédek meghúzták. A test és a gerincoszlop így teljesen megfeszült, a nyaki verőerek és a légcső pedig a kötél fojtó hatása alá került. Innentől a végrehajtás folytatásának két metódusa is ismert. Az egyik módszer, ha a hóhér az első csigolyát (atlas) a másodikról leemelve a nyakat „kitörte”. A gerincagy sérülése ez esetben biztos halált okozott. A másik módszer a fej erővel történő folyamatos előre nyomásával a fulladás és az agyi vérpangás előidézése volt.

### Rövid eséses akasztás
Itt az elítélt fél-egy métert zuhan. A hosszú esés előtt Angliában alkalmazott módszer. Végrehajtása a 19. századtól ritka. Szerencsés esetben kitöri a nyakat, egyébként fájdalmas roncsolódást okoz a nyakban és a halál közvetlen oka innentől a felfüggesztéses akasztáshoz hasonlóan fulladás vagy a nyaki erek elzáródása.

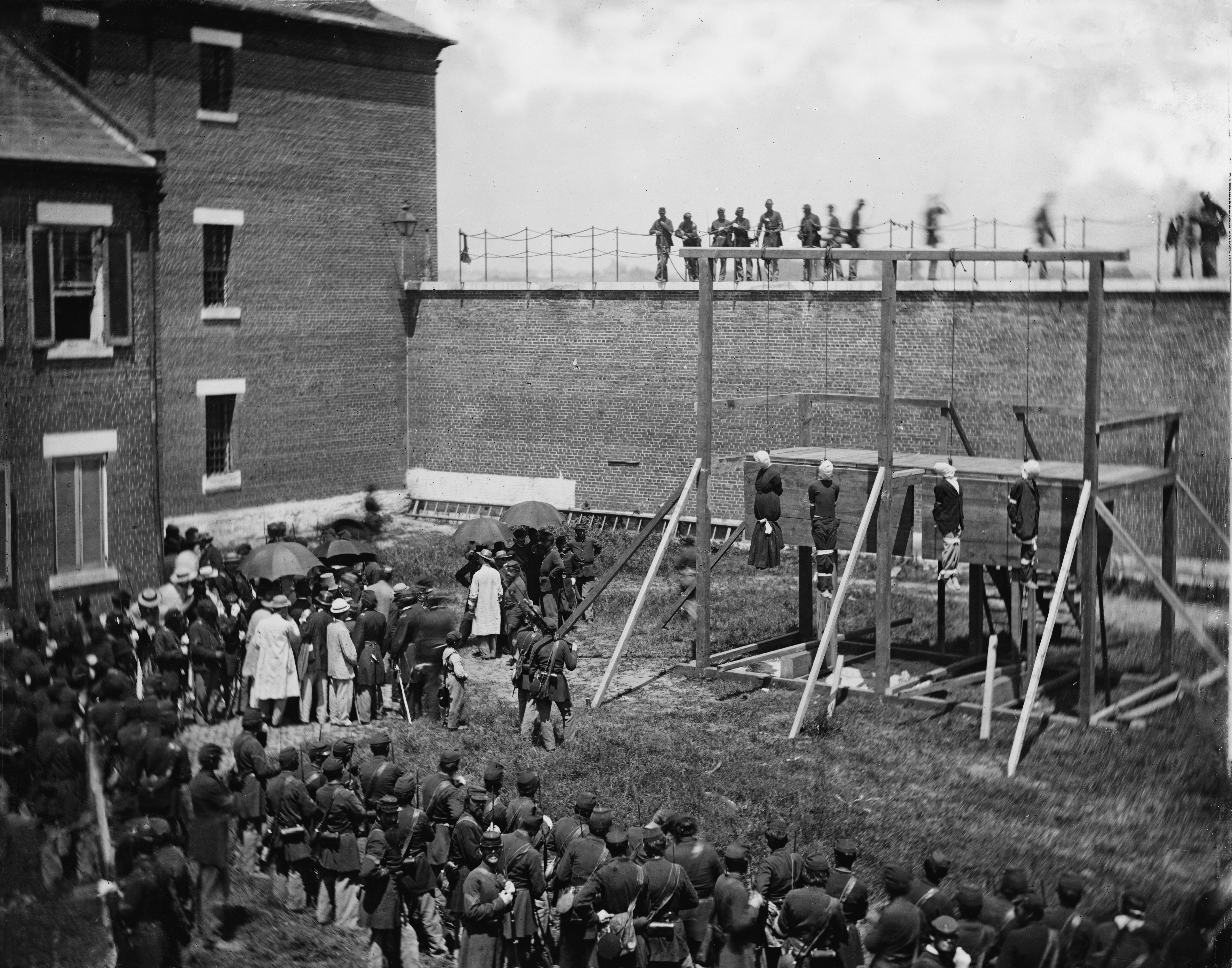
Az Abraham Lincoln elleni merényletért elítéltek kivégzése rövid eséses módszerrel, 1865. július 7-én, a McNair erődben, Washingtonban (Fotó: Alexander Gardner)

### Hosszú eséses akasztás
Itt az elítélt három métert is zuhanhat a halálos rántás előtt. Ez szinte mindig kitöri a nyakat. Néha a fej is leszakad. Mindkét esetben a halál azonnali. A végrehajtás során két szempontot kell egyszerre figyelembe venni: egyrészt a kötélnek, és így az esést megelőző zuhanásnak elég hosszúnak kell lennie ahhoz, hogy az elítélt nyakát biztosan eltörje, ellenkező esetben ugyanis fulladásos, szenvedéssel járó halálra kell számítani. Másrészt nemkívánatos az sem, hogy az esés olyan nagy legyen, hogy az elítélt feje leszakadjon.
A nyakcsigolyák a rántás hatására eltávolodnak egymástól, ez a gerincvelőt elszakítja, ami önmagában még nem halálos, de öntudatvesztést okoz. A halál oka légzésbénulás, a szív megállásáig 10-20 perc telik el eszméletlen állapotban.

### Kimért hosszú esés
A hosszú eséses akasztás esetén alkalmazott kötélhosszt a 19. század utolsó negyedéig a hóhérok a saját tapasztalataik alapján maguk határozták meg, ami gyakran vezetett nem kívánatos eredményhez (fej leszakadása, vagy az azonnali eszméletvesztés elmaradása). A tudományosan megalapozott módszer az angol William Marwood nevéhez fűződik, aki 1872-ben hajtotta végre első 'kimért hosszú esésen' alapuló kivégzését. A módszer célja, hogy az esés hossza elegendő legyen a nyakcsigolya széthúzásához, de ne legyen elég az elítélt fejének leszakadásához. Az első táblázatban az esés mértékét az elítélt testsúlyának függvényeként olyan módon számolták ki, hogy a nyakcsigolyára ható erő mintegy 570 kg tömege legyen. Ezt a hóhér az elítélt testi adottságainak és egészségi állapotának megfelelően módosíthatta.
A módszert a Brit Birodalom területén mindenhol bevezették. A tapasztalatoknak megfelelően a táblázatot 1892-ben, majd 1913-ban módosították, amikor az esés mértékét csökkentették néhány hibás (fej leszakadását okozó) kivégzés miatt. Alapvetően ezt a táblázatot vette át az amerikai hadsereg is, amely a hatvanas évekig használta a módszert (az utolsó, az USA hadserege által végrehajtott kivégzés 1962-ben történt), illetve Washington és Delaware államok is (az utolsó akasztás az USA-ban 1996-ban Delaware államban zajlott le). A kimért hosszú esés módszerét elsősorban a volt brit gyarmatok vagy függő területek vették át és használják ma is, mint például Szingapúr, Malajzia és Egyiptom.
A halál a hosszú eséshez hasonlóan nem azonnali, a csigolyatörés itt is csak öntudatvesztést okoz, és ebben az öntudatlan állapotban történő fulladás vezet halálhoz.